# Atomaria rhenana
Atomaria rhenana is een keversoort uit de familie harige schimmelkevers (Cryptophagidae). De wetenschappelijke naam van de soort werd in 1853 gepubliceerd door Ernst Gustav Kraatz.